# No. 201 Squadron RAF
No. 201 Squadron – najstarsza eskadra brytyjskich Royal Air Force, założona jako Eskadra 1 Royal Naval Air Service w październiku 1914 roku. 
1 kwietnia 1918 roku, wraz z utworzeniem RAF-u, wszystkie dotychczasowe eskadry otrzymały nową numerację – przez dodanie do starych numerów liczby 200.
W eskadrze 201 na przestrzeni lat używano wielu samolotów, przykładowo w czasie I wojny światowej najdłużej latano na samolotach Sopwith Triplane i Sopwith Camel, w czasie II wojny światowej na samolotach Short Sunderland, a w latach 1970 do 1983 używane były samoloty typu Hawker Siddeley Nimrod. Samoloty Nimrod w wersji MR.2 były używane aż do rozformowania jednostki w 2011. Od sierpnia 2021 reaktywowana eskadra ma na stanie samolot Boeing Poseidon.